# Tihomir (Bulgarien)

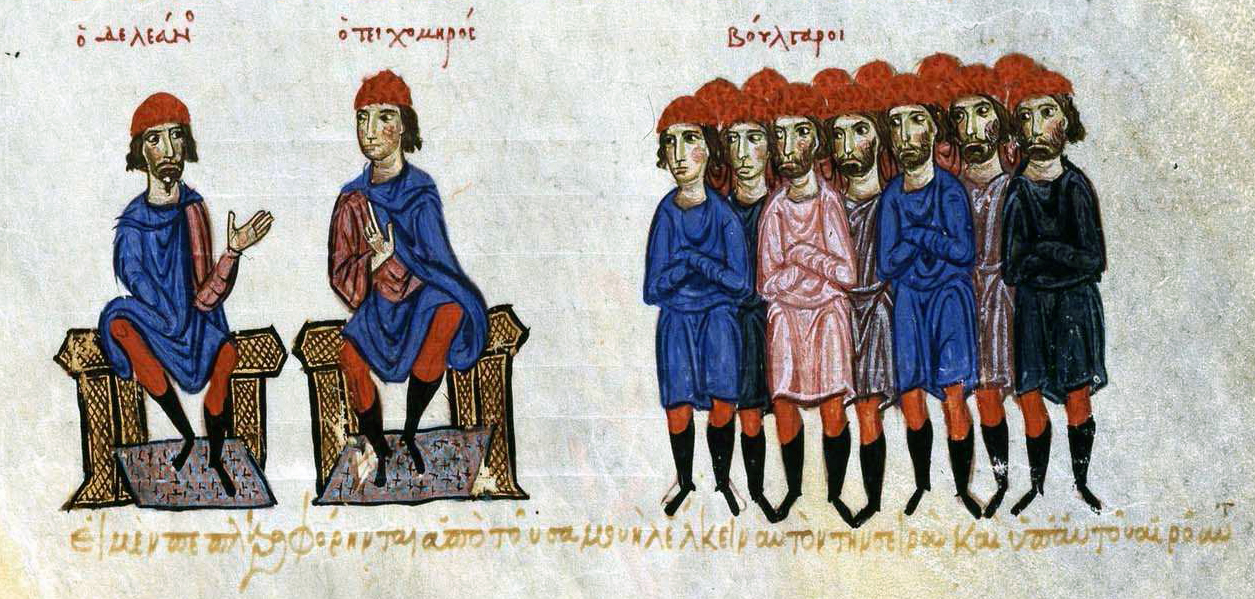
Tihomir (rechts) und Peter Deljan. Miniatur aus der Madrider Bilderhandschrift des Skylitzes

Tihomir (Tichomir, bulgarisch Тихомир, mittelgriechisch Τειχομηρὁς, Teichomeros; † 1040 in Skopje) war ein bulgarischer Thronprätendent und Rebell gegen den byzantinischen Kaiser Michael IV.

## Leben
Im Jahr 1040 erhob sich Peter Deljan im Thema Bulgarien gegen die byzantinische Herrschaft und ließ sich im Zuge eines Restaurationsversuchs des 1018 untergegangenen Bulgarischen Reiches in Belgrad als Peter II. zum Zaren ausrufen. Er brachte Raszien und Dendra unter seine Kontrolle und nahm auch die byzantinischen Festungen Niš und Skopje ein. Der Strategos des Themas Dyrrhachion, Basileios Synadenos, zog eine Streitmacht zusammen und wandte sich nordwärts, um Deljan in seiner Machtbasis Belgrad und Margum anzugreifen. Aufgrund falscher Anschuldigungen beim Kaiser wurde er als Kommandant von seinem Untergebenen Michael Dermokaites abgelöst, der bei den Truppen aufgrund seines Willkürregiments jedoch bald jeglichen Rückhalt verlor.
Die meuternden Soldaten machten Tihomir zu ihrem Anführer. Dieser ließ sich ebenfalls zum Kaiser der Bulgaren proklamieren und entfachte seinerseits einen Aufstand, der – getragen von der Unzufriedenheit der Bevölkerung mit der von Johannes Orphanotrophos auferlegten Steuerlast – bald das ganze Gebiet von Dyrrhachion erfasste und sich später mit Deljans Rebellion vereinigte. Weil Deljan eine Spaltung und Schwächung des bulgarischen Lagers befürchtete, lud er Tihomir nach Skopje zu einem Treffen, vorgeblich um ihm eine Allianz anzubieten. Die beiden Thronrivalen lieferten sich vor ihren versammelten Truppen ein Rededuell, das Deljan, der seine Legitimität als direkter Nachfahre Gawril Radomirs und Samuils ins Feld führte, für sich entschied. Die bulgarischen Truppen erkannten ihn daraufhin als alleinigen Herrscher an. Tihomir wurde abgesetzt und gesteinigt.